# Agutaya
Agutaya is een gemeente in de Filipijnse provincie Palawan. Bij de laatste census in 2007 had de gemeente ruim 10 duizend inwoners.

## Geografie

### Bestuurlijke indeling
Agutaya is onderverdeeld in de volgende 10 barangays:
- Abagat
- Algeciras
- Bangcal
- Cambian
- Concepcion
- Diit
- Maracanao
- Matarawis
- Villafria
- Villasol

## Demografie
Agutaya had bij de census van 2007 een inwoneraantal van 10.426 mensen. Dit zijn 4 mensen (0,0%) meer dan bij de vorige census van 2000. De gemiddelde jaarlijkse groei komt daarmee uit op 0,01%, hetgeen lager is dan het landelijk jaarlijks gemiddelde over deze periode (2,04%). Vergeleken met de census van 1995 is het aantal mensen met 3.176 (43,8%) toegenomen.

De bevolkingsdichtheid van Agutaya was ten tijde van de laatste census, met 10.426 inwoners op 37,31 km², 194,3 mensen per km².